# Costa del Cabo

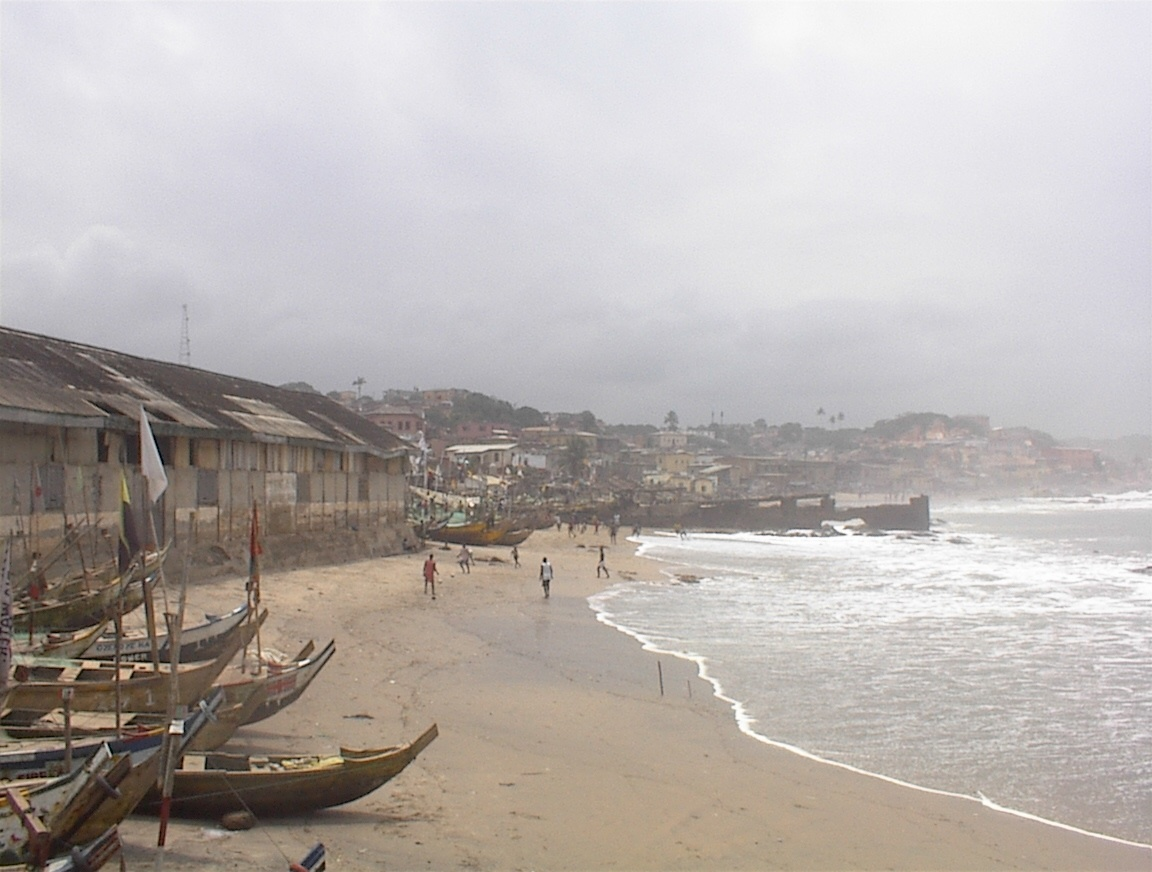
Cape Coast, Ghana. Vista del muelle pesquero.

Costa del Cabo (en inglés: Cape Coast) es la capital de la región Ghana Central de Ghana, y está a 160 km al oeste de Acra, en el golfo de Guinea. Tiene una población de 82 210 habitantes (2000). Originalmente, la ciudad fue conocida como Oguaa.

## Historia
Fue fundada por los portugueses en el siglo XV alrededor de la fortaleza; fue convertido en castillo en 1637 por los holandeses, agrandado por los suecos en 1652 y capturado por los británicos en 1664. Fue centro de esclavos.

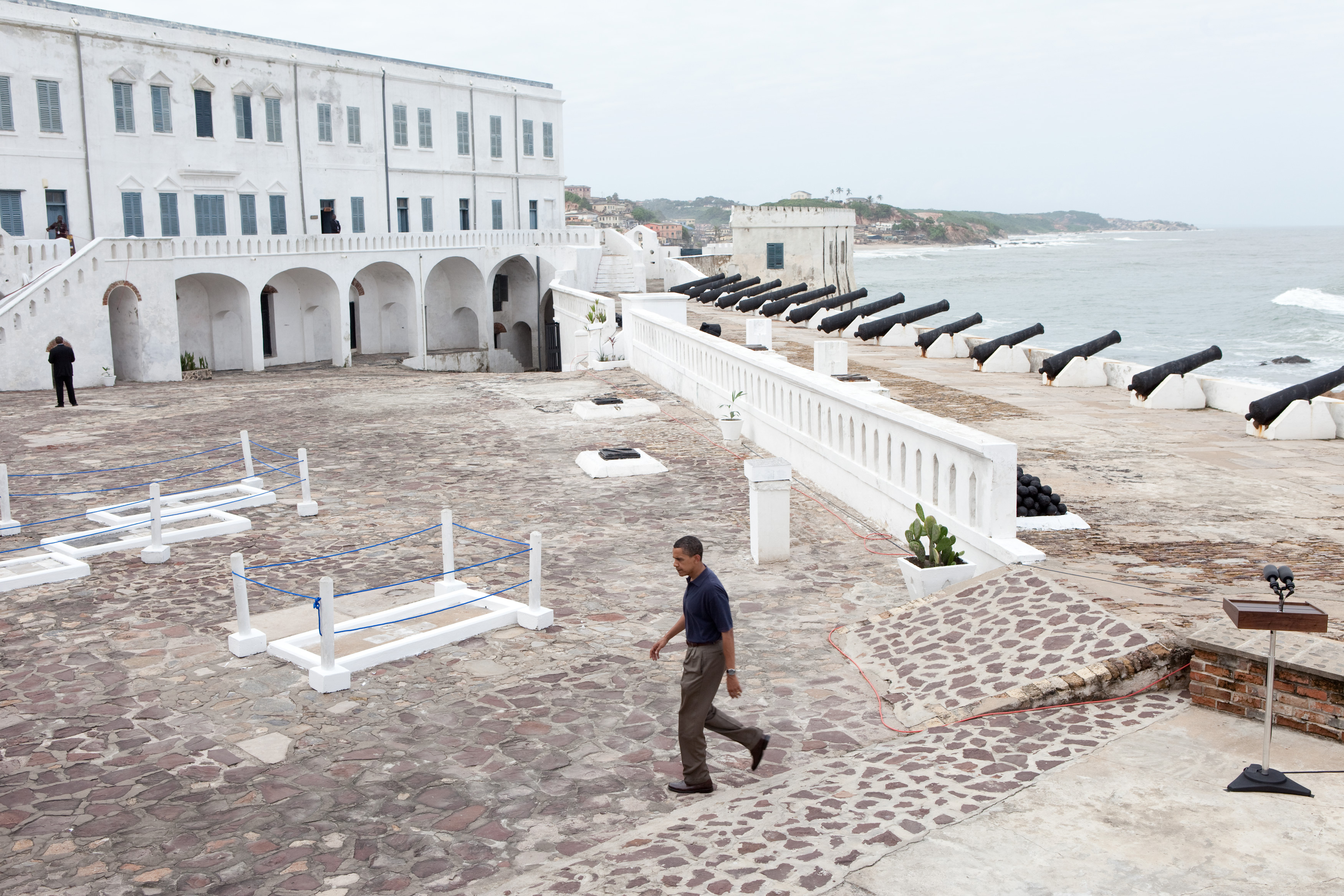
Castillo de Cape Coast.